# Мороз, Александр Стефанович
Александр Стефанович Мороз (18 января 1961, Днепропетровск — 17 января 2009, Минск) — советский и украинский шахматист, гроссмейстер (1999), международный арбитр, председатель Днепропетровской областной шахматной федерации, председатель детско-юношеской комиссии Федерации шахмат Украины. С 1993 г до конца жизни — директор ДЮСШ № 9 в г. Днепропетровске (специализация — шахматы). В настоящее время школе присвоено имя Мороза А. С. Окончил с отличием Днепропетровский государственный университет, физический факультет.
Победитель и призёр множества различных турниров. Участник Всесоюзных студенческих игр (1984, Таллин) в составе команды УССР, разделившей 3-4 места. Участник чемпионатов Украинской ССР (Киев, 1984 — 6 место; Киев, 1986 — предпоследнее, 15 место; Львов, 1988 — 3 место; Херсон, 1989 — последнее, 16 место). Победитель первенства Украинского совета ДСО «Буревестник» (Одесса, 1985), в первенстве ЦС ДСО «Буревестник» (Кемерово, июнь-июль 1985) с 7½ очками из 15 разделил 6-9 места при 16 участниках. Второй призёр мемориала Ходжаева (Ташкент, 1988). На второй международной шахматной Универсиаде — третий призёр в личном зачёте и второй призёр в командном зачёте (Москва, 1989). В составе сборной Украины участвовал в командном первенстве СССР. Будучи лидером команды ДОШК (Днепропетровского областного шахматного клуба), вместе с командой завоевал право участия в высшей лиге командного чемпионата СССР. В 1992 году выиграл турнир в Грудзендзе (Польша). После этого Мороз получил приглашение играть за польский клуб «Химик» (Быгдощ), в составе которого стал [b]чемпионом Польши, выступая на первой доске. Третий призёр первого командного чемпионата Украины в составе команды ОШК (Днепропетровск, 1993, 2я доска). Серебряный призёр командного чемпионата Украины среди клубов в составе команды «АвтоЗАЗ» (Запорожье) (Алушта, 1995). В 1995 году стал вторым в главном опен-турнире Trimex Open в городе Пардубице (Чехия) вслед за С.Мовсесяном, но впереди чеха З.Храчека. В июне 1996 занял 5 место в открытом чемпионате Украины (Ялта) с результатом 7½ из 11, в том же году в международном опен-турнире в чешском городе Дечин поделил 3-5 места. В круговом мемориале А.Момота в Енакиево (1997) при весьма сильном составе Морозу удалось разделить 1-3 места с С.Савченко и Г.Багатуровым, выполнив балл международного гроссмейстера. Участник зонального турнира чемпионата мира в Донецке (ноябрь 1998). В 1999 стал победителем международного турнира в Марганце и фактически первым в истории области гроссмейстером, ведь Исаак Болеславский стал гроссмейстером, представляя на всесоюзной арене Свердловск. В составе команды Днепропетровской области стал 3-м призёром II Всеукраинских летних спортивных игр (1999). Победитель этапа Кубка России (Алушта, 2000). Участник зонального турнира чемпионата мира в Орджоникидзе Днепропетровской области (июнь 2000). Чемпион Днепропетровской области (1982, 1990, 1996, 1999), второй призёр чемпионата области (1998).
Успешно выступал также в турнирах по быстрым шахматам. В Кубке Украинской ССР (Хмельницкий, 1990) занял 4 место, благодаря чему попал в турнир Кубка СССР (Минск, 1990), где стал пятым. Победитель Кубка Днепропетровской области по быстрым шахматам (1990), в чемпионате Днепропетровской области по быстрым шахматам (1996) разделил 1-2 места.
На международном опен-турнире в Ченстохове (Польша, 1992) вместе с Ашотом Наданяном поделил 1—2-е места и по дополнительным показателям стал первым. В 1999 стал победителем турнира в Марганце (Украина), а в 2008 был вторым после Сергея Мовсесяна на турнире в Пардубице (Чехия).
В качестве тренера работал со многими ныне известными шахматистами области — мг Дмитрием Максимовым, мг Ярославом Зинченко, мм Георгием Арзуманяном, мг Анастасией Карлович, мс Екатериной Романовой, мм Светланой Москалец. Шахматисты и команды под его руководством часто достигали значительных успехов в турнирах республиканского, национального и международного уровней.
Умер после продолжительной болезни. Похоронен на Краснопольском кладбище в Днепропетровске. С 2009 года проводятся турниры памяти Александра Мороза. С 2012 года турнир памяти превратился в международный шахматный фестиваль «Днепропетровская осень», повторно прошедший в 2013 году. В 2012 году в помещении ДЮСШ-9 открыта мемориальная доска в память о первом в истории днепропетровских шахмат гроссмейстере.
- Был первым гроссмейстером Днепропетровска и Днепропетровской области.
- Был первым и единственным (на момент смерти) на Украине шахматистом, который одновременно являлся международным гроссмейстером как спортсмен и международным арбитром как шахматный судья.
- В течение последних лет жизни являлся председателем Днепропетровской областной шахматной федерации.

| Графики недоступны из-за технических проблем. См. информацию на Фабрикаторе и на mediawiki.org. |